# Dum multa
La Dum multa è l'ultima delle 86 encicliche di Leone XIII.
Con essa, datata 24 dicembre 1902 e diretta all'episcopato dell'Ecuador, il papa condanna la legislazione matrimoniale di quel Paese, e in particolare il matrimonio civile.